# Johan Dehollander
Johan Dehollander (1954) is een Belgisch acteur, regisseur en dramaturg. 

## Levensloop
Eind jaren zeventig werd Dehollander lid van de Gentse performancegroep Parisiana rond Eric De Volder, net als Arne Sierens, Dirk Pauwels en Michiel Hendryckx. Met die laatste zou Dehollander affiches ontwerpen voor verschillende Vlaamse theatergezelschappen, zoals Radeis en de Blauwe Maandag Compagnie.
Hij was lid van de Needcompany en stichtte later De Vereniging van Enthousiasten voor het Reële en Universele, samen met Dirk Van Dijck en Ryszard Turbiasz (1989–1994). Daarnaast was hij actief als regisseur voor de Blauwe Maandag Compagnie. Samen met Arne Sierens en Stef Ampe oprichter van DAStheater.

## Theaterproducties
- Marche funèbre pour chat (1990)
- Een man alleen is in slecht gezelschap (1990)
- We liegen (1991)
- Karamazow goes crazy (1992)
- Faust? Moet kunnen! (1992)
- Dozen (1993)
- de Broers Geboers (1998) (Les Frères Robert)
- De drumleraar (1999)
- Niet alle Marokkanen zijn dieven (2001)
- Nomaden
- Rusland voor beginners (2002)

- International Standard Name Identifier: 0000 0003 8799 4273
- Nederlandse Thesaurus van Auteursnamen: 173715311
- PIC: 305742
- Virtual International Authority File: 281067447
- WorldCat: E39PBJqk3QWkFfgDFx7kyVrTHC